# Kawasaki Heavy Industries
Kawasaki Heavy Industries Ltd. (KHI) (川崎重工業株式会社 (Xuyên Khi Trùng Công nghiệp Châu thức Hội xã) Kawasaki Jūkōgyō Kabushiki-gaisha) (gọi tắt Kawasaki) là một tập đoàn đại chúng đa quốc gia Nhật Bản sản xuất xe máy, động cơ, máy xây dựng, hàng không vũ trụ và quốc phòng, đầu máy toa xe và tàu thủy, có trụ sở chính đặt tại Chūō, Kobe và Minato thuộc Tokyo, Nhật Bản. Tập đoàn cũng hoạt động trong sản xuất robot công nghiệp, tuốc bin khí, máy bơm, lò hơi và nhiều sản phẩm công nghiệp khác. Tên tập đoàn được đặt theo tên của nhà sáng lập, Kawasaki Shōzō. KHI được biết đến là một trong ba nhà sản xuất công nghiệp nặng lớn nhất nước Nhật, cùng với Mitsubishi Heavy Industries và IHI. Trước Chiến tranh thế giới thứ hai, KHI là một phần của zaibatsu Kobe Kawasaki, gồm cả Kawasaki Steel và Kawasaki Kisen. Sau cuộc xung đột, KHI trở thành một phần của Tập đoàn DKB (keiretsu).

## Lịch sử

Phiên bản dọc của biểu trưng Kawasaki.

Kawasaki Shōzō sinh năm 1836, đã gắn bó với ngành công nghiệp hàng hải từ khi còn rất trẻ. Anh đã là nạn nhân của hai thảm họa ngoài khơi, nhưng khả năng sống sót của anh đã được công nhận, trước sự hiện đại hóa của những con tàu thủy. Điều này dẫn đến quyết định của anh về sứ mệnh tạo ra sự đổi mới công nghệ cho cả ngành vận tải biển Nhật Bản. Năm 1878, chật vật tìm kiếm công việc kinh doanh, đơn hàng đầu tiên của ông đã được đặt. Đây được đánh dấu là bước khởi đầu của công ty trong ngành.
Năm 1886, Kawasaki chuyển công ty từ Tokyo đến Hyogo. Sự dịch chuyển này đã tạo điều kiện cho sự gia tăng các đơn đặt hàng cho công ty của ông, và sau đó là việc đổi tên công ty thành Kawasaki Dockyard. Một doanh nghiệp mới, vừa cải tiến, chính thức được niêm yết với tên gọi Kawasaki Dockyard Co., Ltd khi nhu cầu về tàu thuyền tăng vọt trong Chiến tranh Trung-Nhật năm 1894. Kojiro Matsukata được công bố là chủ tịch đầu tiên của công ty.
Sau khi mở một nhà máy mới vào năm 1906, Kawasaki bắt đầu đa dạng hóa sản phẩm. Họ bắt đầu sản xuất bộ phận cho ngành công nghiệp đường sắt, ô tô và cả máy bay vào cuối Chiến tranh thế giới thứ nhất. Sau cuộc chiến, cùng với thỏa thuận hạn chế vũ khí của Đồng minh năm 1912, Kawasaki phải đối mặt với đại sụt giảm trong ngành đóng tàu. Năm 1929, cuộc suy thoái này đã gây ra một lượng lớn vấn đề tài chính cho công ty.
Cuối năm 1947, chính phủ Nhật đưa ra chương trình đóng tàu mới, giúp Kawasaki tăng lợi nhuận, khôi phục lại công ty. Từ ấy đã có thể khôi phục lại mọi hoạt động, và đến những năm 1950, Nhật Bản dẫn đầu toàn cầu với tư cách là nước đóng tàu lớn nhất thế giới.
Cuối những năm 1960 và 1970, Kawasaki bắt đầu rút khỏi ngành đóng tàu và đa dạng hóa công ty, sản xuất từ xe máy, ván trượt phản lực, cho tới cầu đường, máy khoan hầm và máy bay. Họ cũng cung cấp những sản phẩm đầu máy toa xe sở hữu công nghệ tiên tiến cho hệ thống tàu điện ngầm ở New York.
Năm 1995, Kawasaki Heavy Industries đã đạt được thỏa thuận với Trung Quốc nhằm sản xuất các tàu container vĩ đại nhất mà con người có thể biết đến. Điều này đã dẫn đến việc công ty công bố lợi nhuận cao hơn dự kiến vào năm 1996. Tuy nhiên, ngay sau khi có được lợi nhuận, công ty chứng kiến sự sa sút trong kinh doanh kéo dài buộc họ phải tìm kiếm giải pháp khác.
Liên tục thua lỗ trong thế kỷ 21, công ty thành lập một liên doanh với Ishikawajima-Harima Heavy Industries Co. Nhưng không dừng lại ở đó, vào cuối năm 2001, thỏa thuận bị chấm dứt. Trong những năm tiếp theo, Kawasaki Heavy Industries Co. chỉ có các đợt biến động về lãi và lỗ.

## Sản phẩm

### Hàng không vũ trụ

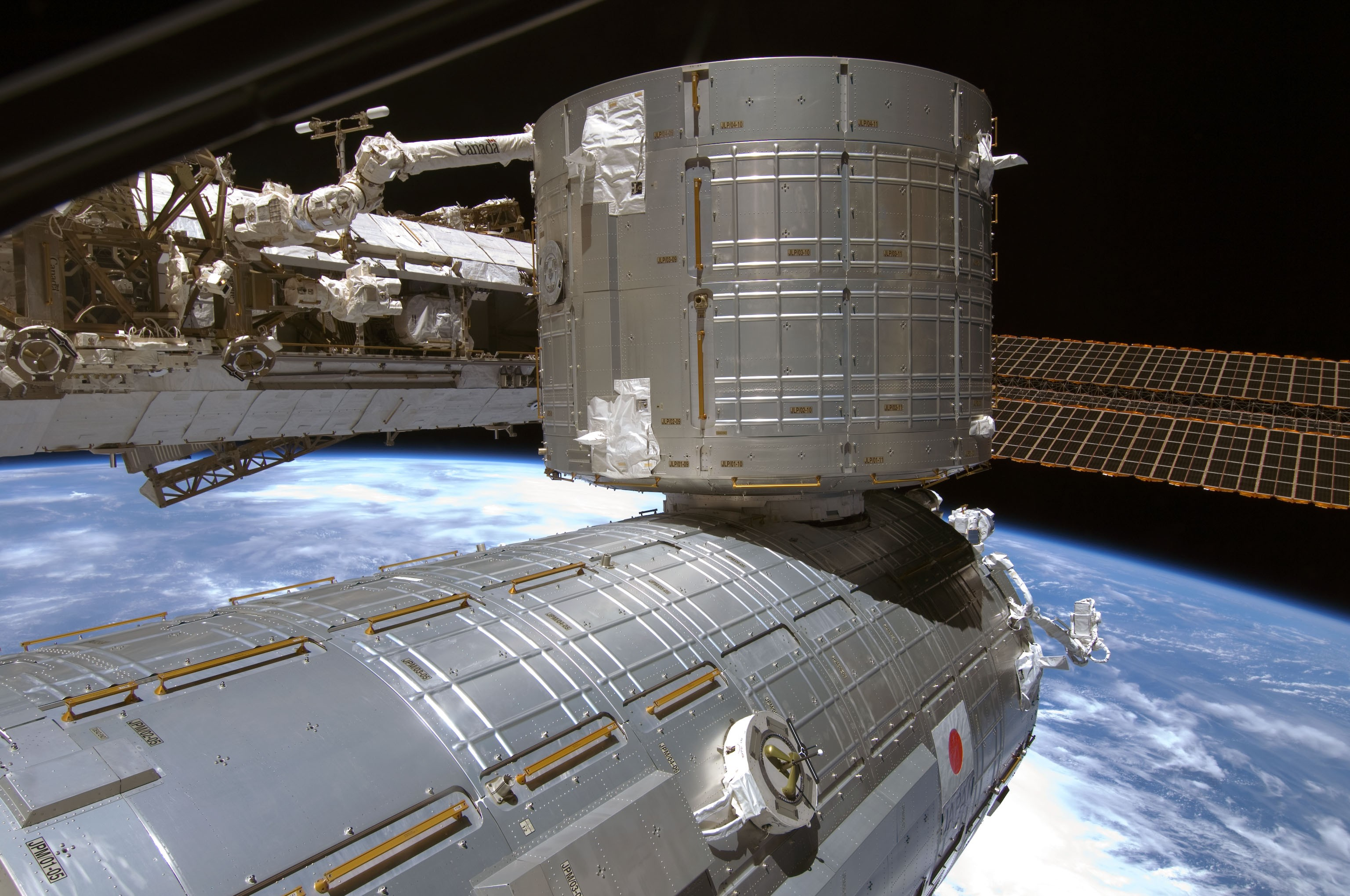
Mô-đun thí nghiệm Kibō (ja)

Kawasaki hoạt động trong nhiều lĩnh vực khác nhau của ngành công nghiệp hàng không vũ trụ. Công ty là nhà thầu chính cho Bộ Quốc phòng Nhật Bản, đã chế tạo các loại phi cơ như máy bay vận tải C-1, máy bay huấn luyện phản lực trung cấp T-4 và máy bay tuần tra tác chiến chống ngầm P-3C. Từ năm 2007, doanh nghiệp này đã chế tạo máy bay tuần tra hàng hải P-1, và từ năm 2010, chế tạo thêm máy bay vận tải C-2. Kawasaki cũng chế tạo máy bay trực thăng, bao gồm cả BK117, do MBB hợp tác phát triển và sản xuất, cũng như mẫu biến thể trực thăng CH-47J / JA.
Trong kinh doanh hàng không thương mại, công ty tham gia vào việc phát triển quốc tế chung và sản xuất máy bay chở khách cỡ lớn. Kawasaki tham gia vào sứ mệnh phát triển và sản xuất chung Boeing 767, Boeing 777 và Boeing 787 với Công ty Boeing, và các loại máy bay phản lực 170, 175, 190 và 195 với Empresa Brasileira de Aeronáutica. Ngoài ra, công ty cũng hợp tác phát triển quốc tế và sản xuất động cơ phản lực cánh quạt cho máy bay chở khách như V2500, RB211/Trent, PW4000 và CF34.
Kawasaki cũng làm việc cho Cụ Nhật Bản. Công ty chịu trách nhiệm phát triển và sản xuất bộ phân tải trọng tải, phụ kiện kèm theo trọng tải (PAF) và xây dựng tổ hợp phóng cho tên lửa H-II. Hơn nữa còn tiếp tục cung cấp dịch vụ cho tên lửa H-IIA.
Kawasaki còn tham gia vào nhiều dự án khác như phát triển các phương tiện phóng có thể tái sử dụng cho tàu vũ trụ, nhằm vận tải xuyên không gian trong tương lai, các dự án chế tạo robot không gian như Mô-đun thí nghiệm của Nhật Bản cho Trạm vũ trụ Quốc tế, mẫu phi cơ quỹ đạo thử nghiệm HOPE-X đã bị hủy bỏ và cơ chế lắp ghép cho ETS-VII. Theo một tài liệu từ tháng 7 năm 1997, họ sẽ là một nhà sản xuất lớn của phương tiện du lịch vũ trụ Kankōmaru (còn được

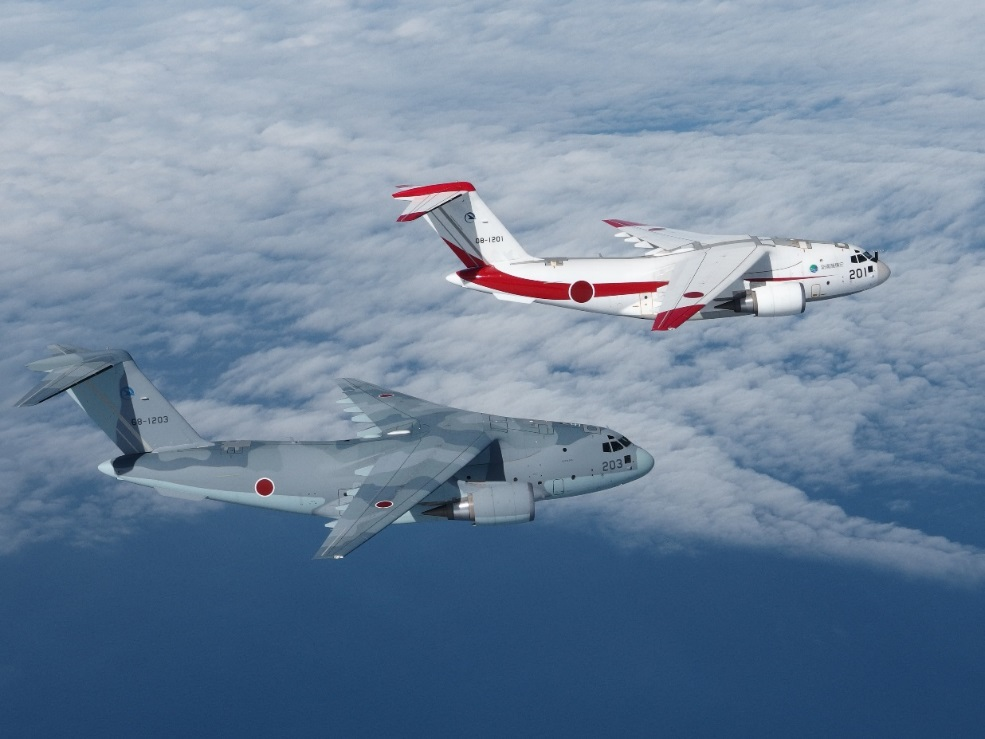
Máy bay vận tải quân sự Kawasaki C-2

gọi là Kawasaki S-1), tuy chưa bao giờ sản xuất.

#### Sản phẩm chính

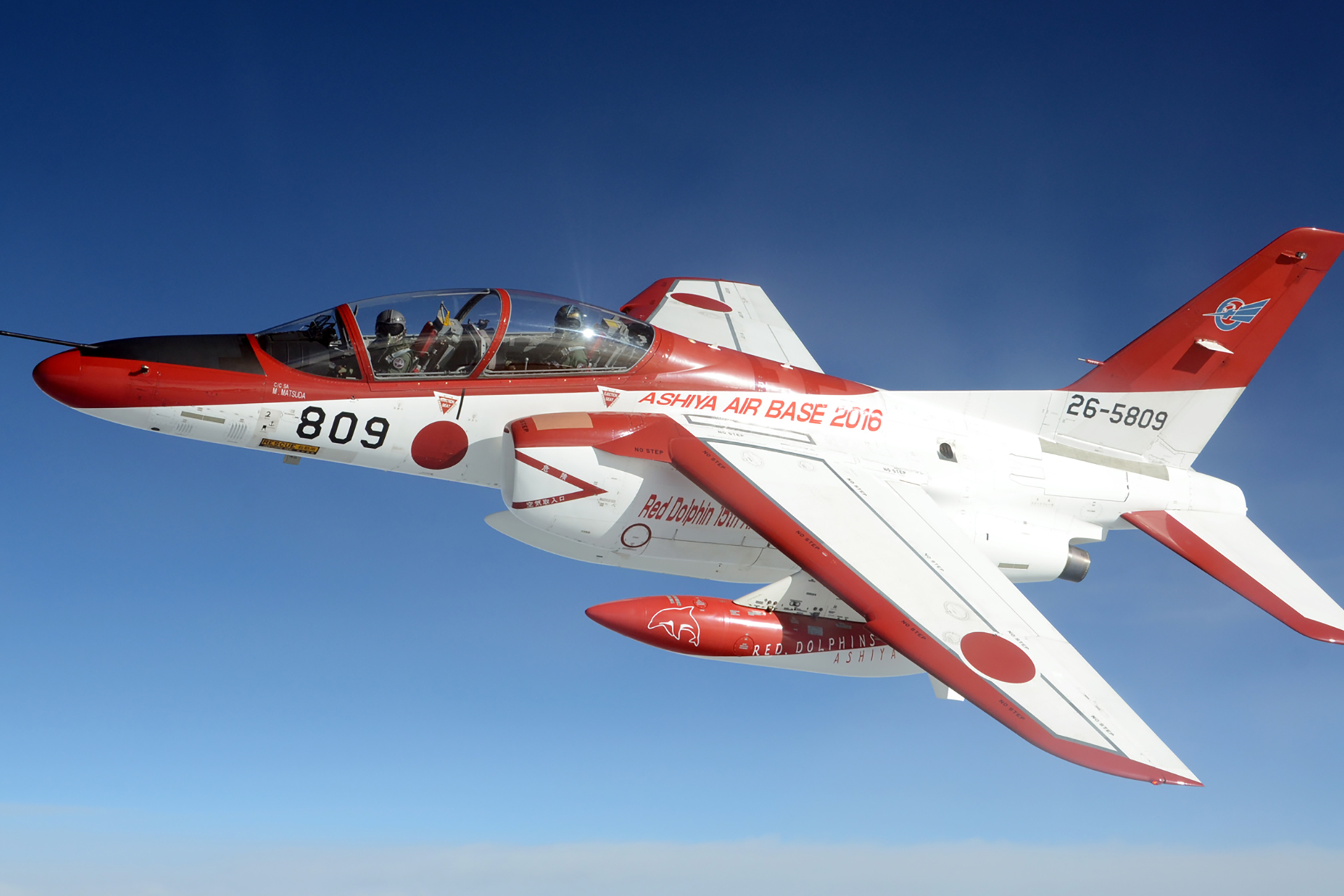
Một chiếc Kawasaki T-4 của Lực lượng Phòng vệ Trên không Nhật Bản

- Khí cụ bay
- Thiết bị vũ trụ
- Máy bay trực thăng
- Giả lập bay
- Động cơ phản lực không khí
- Đạn tự hành
- Điện tử Một chiếc Kawasaki T-4 của Lực lượng Phòng vệ Trên không Nhật Bản

### Đầu máy toa xe
Kawasaki là nhà sản xuất đầu máy toa xe lớn nhất Nhật Bản. Bắt đầu hoạt động trong ngành vào năm 1906, sản xuất tàu tốc hành, toa xe tàu điện ngầm, tàu chở hàng, đầu máy xe lửa, tàu điện một ray và các hệ thống vận chuyển tương lai. Kawasaki cũng tham gia vào việc phát triển và thiết kế các loại tàu siêu tốc như Shinkansen của Nhật Bản.

#### Sản phẩm chính
- Xe điện (bao gồm cả tàu Shinkansen)
- Đội hình tàu JR East Shinkansen, tháng 10 năm 2009.Monorail

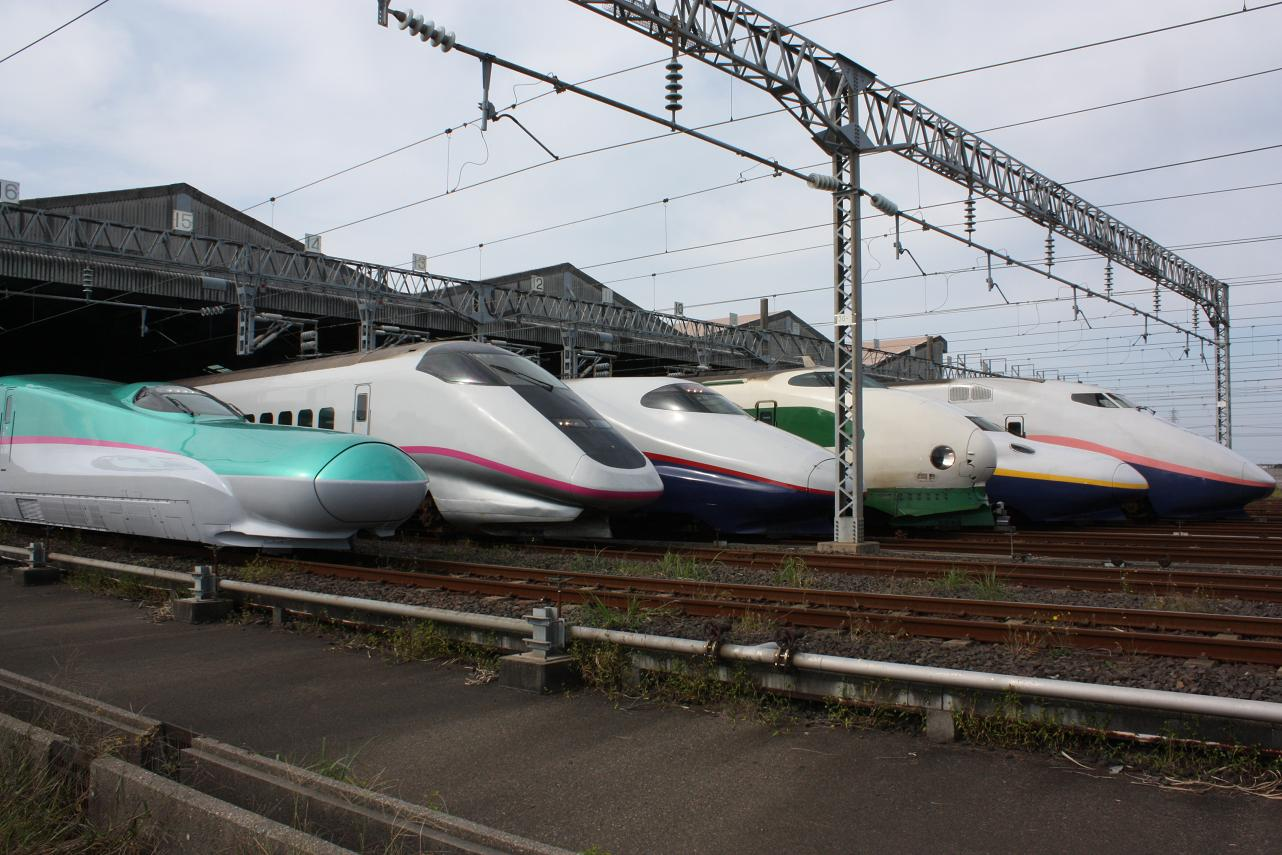
Đội hình tàu JR East Shinkansen, tháng 10 năm 2009.

- Toa xe khách và toa xe chở hàng
- Đầu máy diesel
- Đầu máy điện
- Hệ thống cửa lưới màn nền
- Toa xe khách và toa xe chở hàng tích hợp hệ thống vận chuyển

### Đóng tàu
Đóng tàu là ngành công nghiệp lịch sử mà Kawasaki Heavy Industries được thành lập và phát triển, kể từ khi thành lập năm 1878 với tên gọi Kawasaki Dockyard Co.

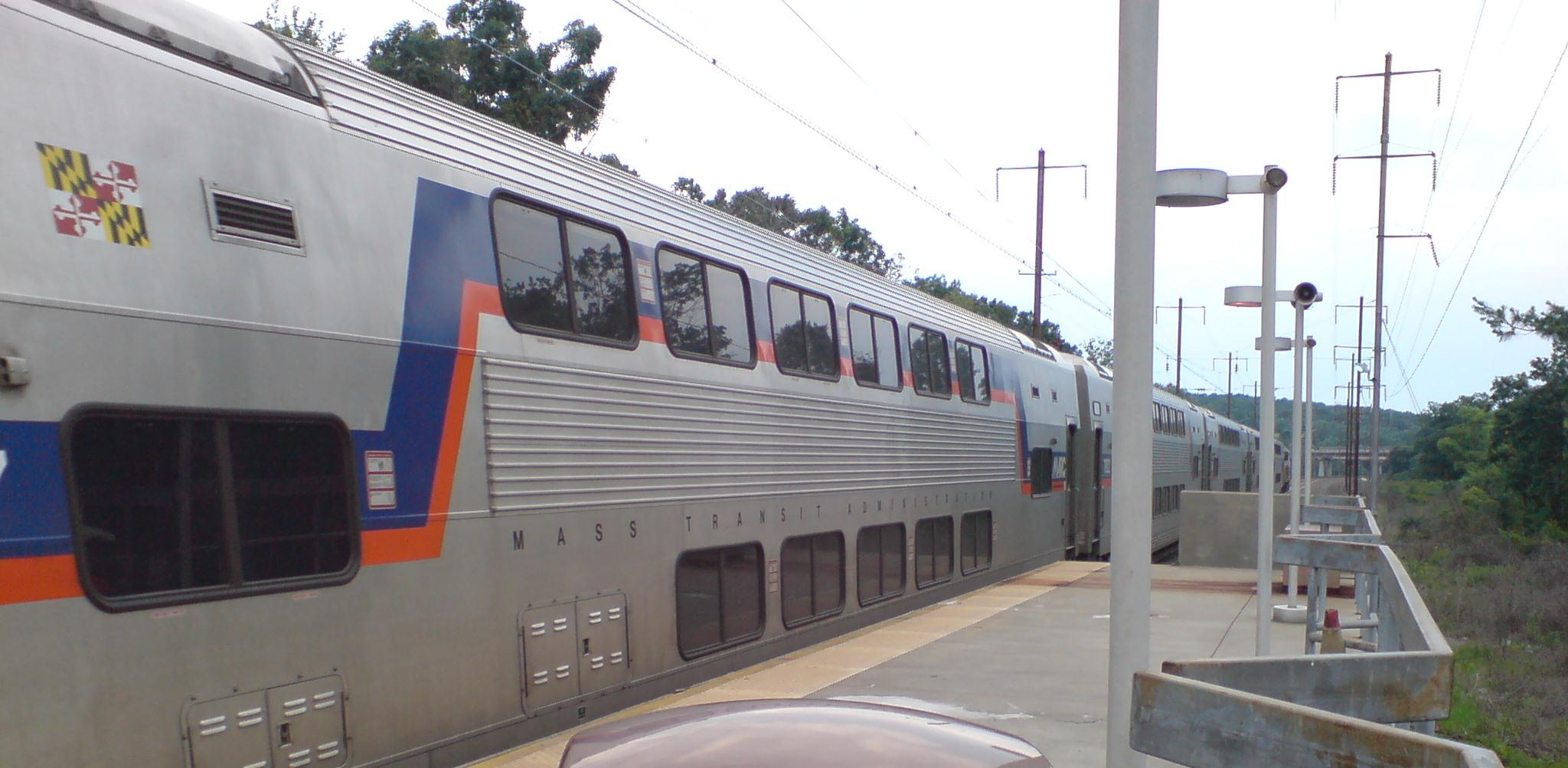
Một đoàn tàu Kawasaki MARC III hai tầng tại Ga Xe lửa BWI trên Tuyến Penn đi về hướng Baltimore.

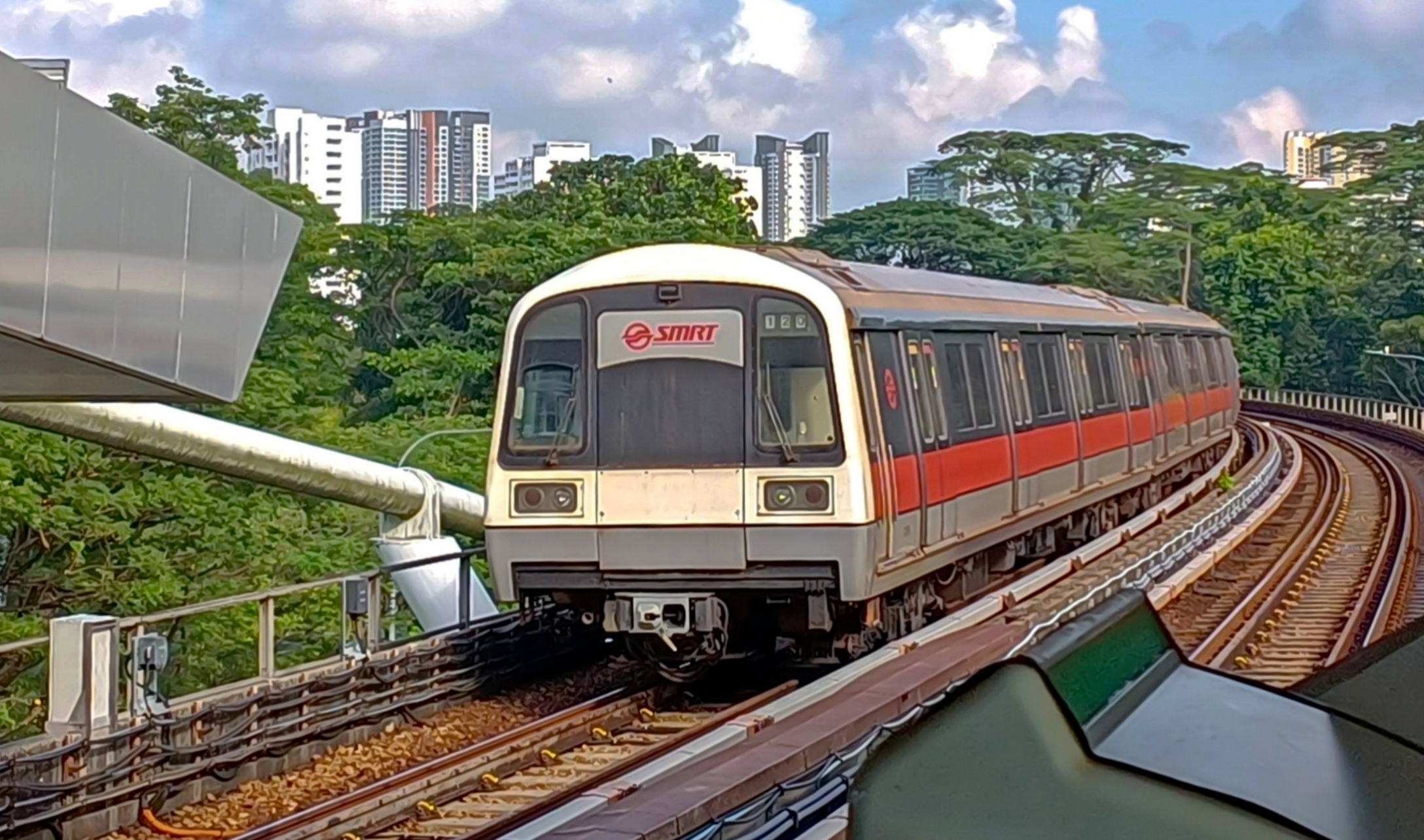
Tàu Kawasaki C151 trên tàu điện ngầm Singapore.

Kawasaki Shipbuilding Corporation là công ty con thuộc sở hữu hoàn toàn của Kawasaki Heavy Industries. Phạm vi sản phẩm bao gồm các tàu chở LNG và LPG hiệu suất cao, tàu container, tàu chở hàng rời và VLCC, cũng như tàu ngầm. Công ty cũng tham gia vào việc phát triển các cấu trúc ngoài khơi và tàu nghiên cứu.
Kawasaki cũng sản xuất máy móc và thiết bị hàng hải, bao gồm động cơ chính, hệ thống đẩy, bánh răng lái, boong và máy đánh cá.
Kawasaki có nhà máy đóng tàu tại Kobe và Sakaide, Kagawa (thuộc tỉnh Kagawa). Công ty cũng đóng tàu như một phần liên doanh với COSCO ở Trung Quốc, tức là Công ty TNHH Kỹ thuật Tàu Nam Thông COSCO KHI (NACKS), ở Nam Thông, Trung Quốc và Công ty TNHH Kỹ thuật Tàu COSCO KHI Đại Liên (DACKS), ở Đại Liên, Trung Quốc.

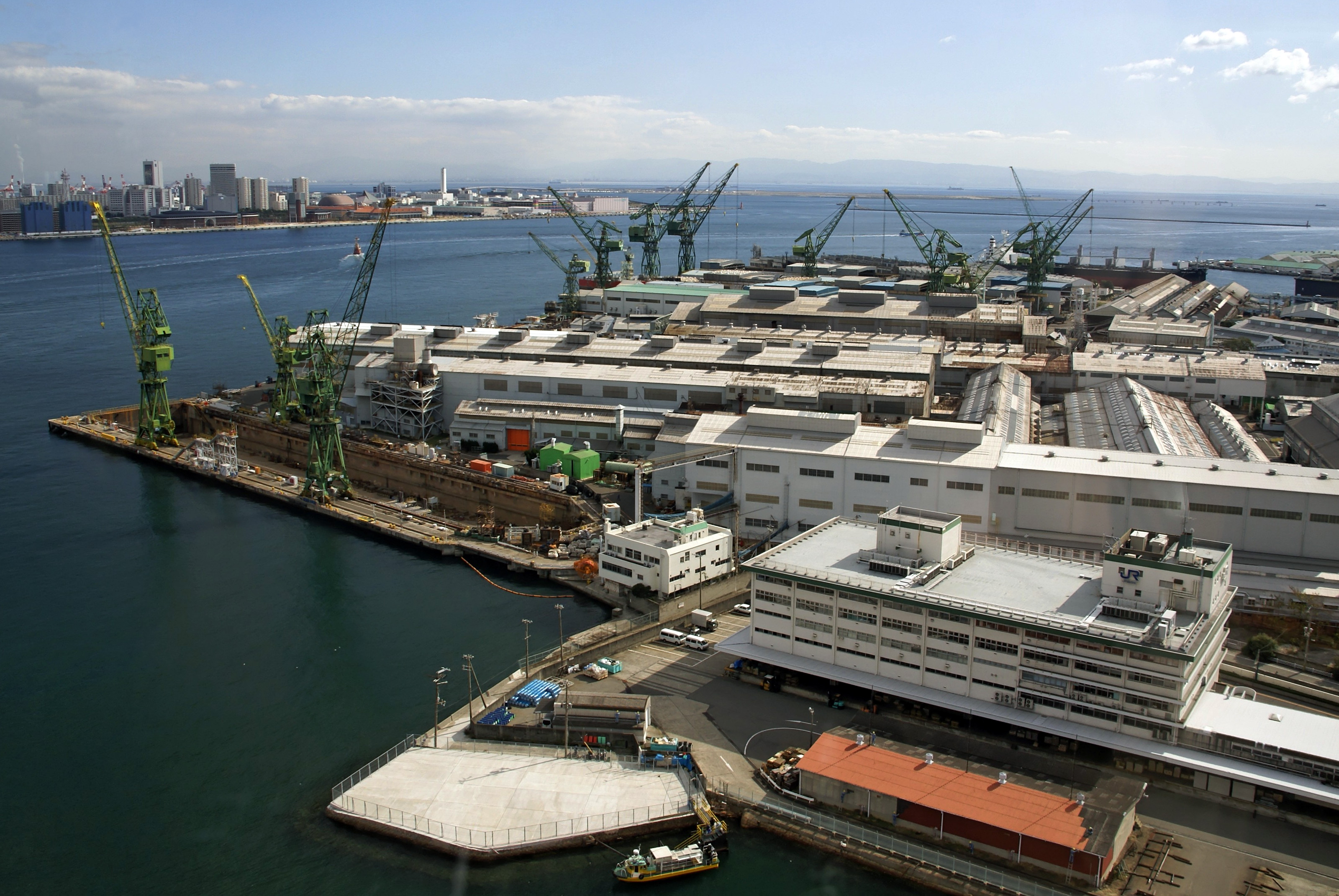
Kawasaki Shipbuilding Corp - Xưởng Kobe

#### Sản phẩm chính
- Tàu LNG
- Tàu LPG
- Tàu container
- Tàu thủy cao tốc
- Tàu ngầm
- VLCC (tàu chở dầu thô cực lớn)
- Tàu chuyên chở khối lượng lớn
- Công trình ngoài khơi
- Máy móc hàng hải và bộ đẩy phương vị

#### Các nhà máy và cơ sở năng lượng
Sản phẩm chủ chốt của Kawasaki là tuốc bin khí hiệu suất cao. Công ty cũng tham gia vào việc phát triển các nguồn năng lượng mới thay thế cho nhiên liệu hóa thạch như sản xuất năng lượng gió, sản xuất điện sinh khối, hệ thống quang điện và pin sạc.

### Thiết bị công nghiệp
Kawasaki phát triển và xây dựng một loạt các nhà máy và thiết bị công nghiệp, bao gồm các nhà máy xi măng, hóa chất và kim loại màu lớn, máy động

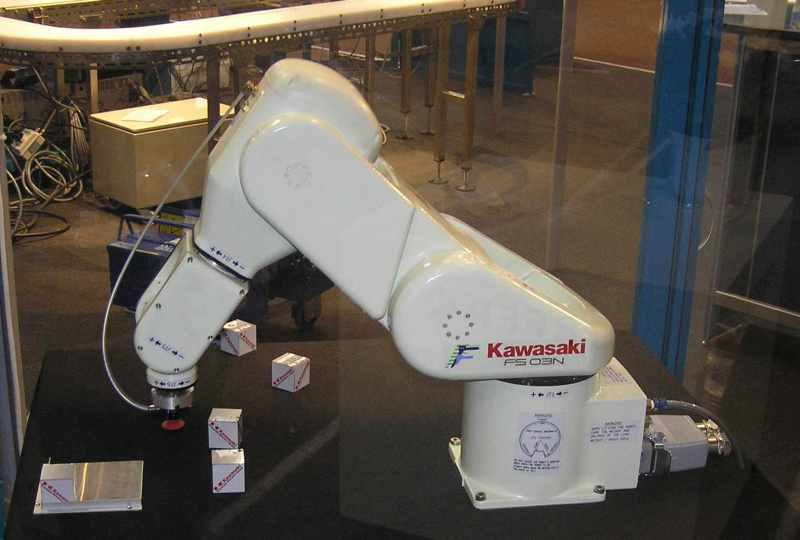
Robot công nghiệp Kawasaki FS-03N

lực chính và máy móc chính xác nhỏ gọn. Nó cũng cung cấp kỹ thuật nhà máy công nghiệp từ thiết kế đến bán hàng.
Kawasaki cũng phát triển các hệ thống tự động hóa. Robot công nghiệp cho các quy trình như lắp ráp, xử lí, hàn, sơn và niêm phong, cũng như các hệ thống tự động hóa để phân phối và hậu cần như hệ thống xếp dỡ sản phẩm và hàng hóa tự động cho những nhà máy và tại các sân bay.

### Môi trường và tái chế
Kawasaki tham gia vào việc phát triển các thiết bị ngăn ngừa ô nhiễm trong một loạt các ngành công nghiệp. Trong số các sản phẩm hàng đầu là hệ thống khử lưu huỳnh và khử nitơ khí nhiên liệu, và cả hệ thống xử lí tro. Công ty cũng cung cấp các nhà máy đốt rác thải đô thị, hệ thống khí hóa và nấu chảy, xử lý nước thải và nhà máy đốt bùn.
Kawasaki cũng đang phát triển các hệ thống cho phép thu hồi, tái chế và sử dụng nhiều loại rác thải đô thị và công nghiệp. Các hệ thống như vậy bao gồm các cơ sở sản xuất nhiên liệu nhựa và giấy từ chối chuyển đổi giấy vụn / nhựa thành nhiên liệu rắn dễ xử lí, thiết bị chuyển lốp cũ thành vật liệu lát đường và gạch lát xa lộ, cũng như máy móc phân loại chai thủy tinh theo kích thước và màu sắc.

### Cơ sở hạ tầng
Lịch sử xây dựng kết cấu thép của Kawasaki kéo dài hơn một thế kỉ, với việc xây dựng cầu trong số các doanh nghiệp đầu tiên. Công ty cung cấp quản lí lưu trữ cho LNG,
Danh mục đầu tư của Kawasaki cũng bao gồm mái nhà thu được vào, sàn nhà và các cấu trúc khổng lồ khác, bề mặt thu được vào của Mái vòm Sapporo là một ví dụ.
Đối với lĩnh vực xây dựng, Kawasaki sản xuất các sản phẩm như máy xúc lật, máy chạy đường hầm, xe lu, máy gạt tuyết và các loại máy xúc chuyên dùng. Máy khoan đường hầm được sử dụng để đào Đường hầm eo biển Manche và máy móc khiên đường kính 14,14 m được sử dụng trong xây dựng Tokyo Bay Aqua-Line là hai ví dụ rất nổi tiếng.

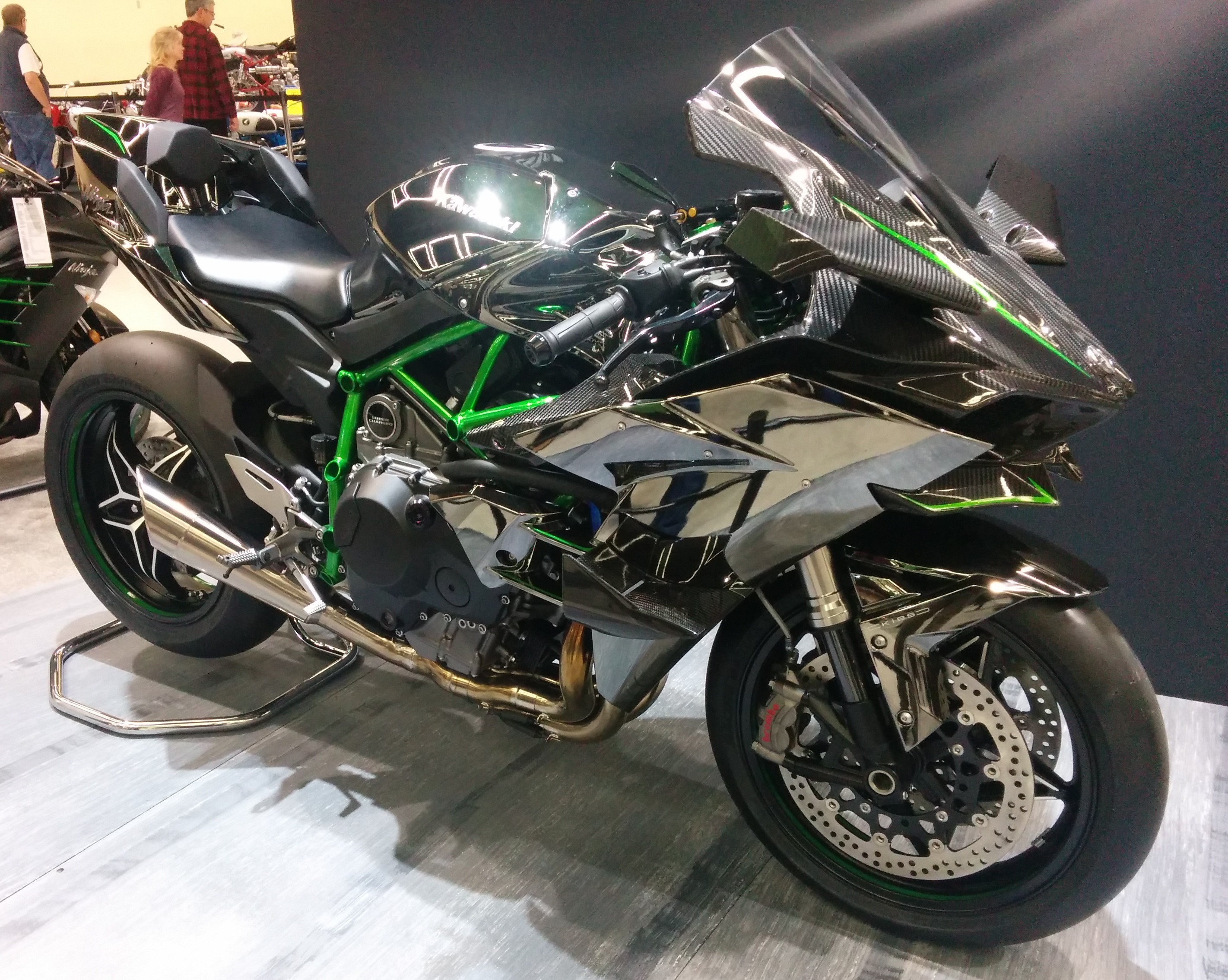
Kawasaki Ninja H2R

### Vận chuyển
Kawasaki sản xuất môtô, môtô nước, xe đa địa hình và ô tô. Mô tô của Kawasaki bao gồm xe môtô thể thao Ninja, xe phân khối lớn, môtô đa dụng cũn
g như động cơ xăng và motocross. Môtô nước "Jet Ski" của Kawasaki đã trở thành thương hiệu chung cho bất kì loại phương tiện đường thủy cá nhân nào.

## Tham khảo

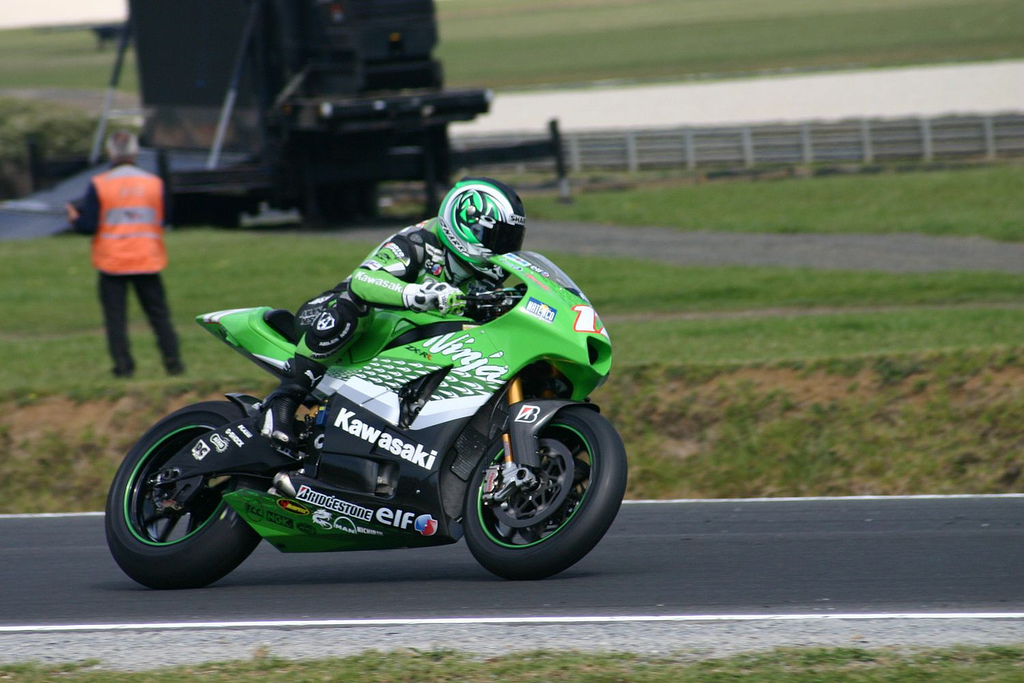
Kawasaki Ninja ZX-RR